# Dos enamorados
"Dos enamorados" é uma canção gravada e interpretada pela cantora italiana Laura Pausini.
É o quarto single, lançado somente na Espanha, do álbum Las cosas que vives.

## Informações da canção
A letra foi escrita por Cheope, a música foi composta por Roberto Buti e Roberto Capaccioli, e a adaptação é de Badia.
A letra original é em italiano, intitulada Due innamorati come noi e está presente no álbum Le cose che vivi, porém não foi lançada como single na Itália.
A canção possui também uma versão em língua portuguesa com o título Apaixonados como nós, adaptada por Cláudio Rabello, inserida na edição brasileira do álbum Le cose che vivi e lançada como segundo e último single no Brasil.

## Faixas
CD single - Promo 000549 - Warner Music Espanha (1997)
1. Dos enamorados

CD single - Promo Warner Music Brasil (1997)
1. Apaixonados como nós

CD single - Warner Music Europa (1997)
1. Inolvidable (Remix)
2. Las cosas que vives (Remix)
3. Dos enamorados (Remix)
4. Escucha a tu corazón (Remix)

## Desempenho nas tabelas musicais
| Paradas (1997)                            | Melhor posição |
| ----------------------------------------- | -------------- |
| Estados Unidos (Billboard Latin Pop Song) | 4              |
| Estados Unidos (Billboard Latin Song)     | 37             |

## Informações adicionais
Due innamorati come noi foi inserida também em versão live nos álbuns ao vivo Laura Live World Tour 09 e Laura Live Gira Mundial 09.
Apaixonados como nós foi inserida também em versão live no álbum ao vivo San Siro 2007.
Em 1997, Due innamorati come noi foi utilizada na trilha sonora da novela brasileira O Amor Está no Ar.